# Complex
Pour l’article homonyme, voir Complex (magazine).
Complex est un shōjo manga de Kumiko Kikuchi. Il est paru en sept tomes, tous publiés en France par Soleil Productions.

## Histoire
À la mort de son grand-père, la jeune Rin, âgée de 14 ans, décide de partir rejoindre sa mère à Tōkyō. Elle n'a que l'adresse de son agence. Après de longues recherches, elle arrive enfin à la trouver. Mais là, notre jeune héroïne apprend que sa mère, Miyu Suzuki, se fait passer pour un mannequin de 22 ans. De plus, il semblerait qu'elle ne soit pas au courant de la mort de son père.
Après avoir passé une première nuit chez elle, Rin se réveille et découvre une lettre laissée par sa mère lui expliquant qu'elle est partie avec l'homme qu'elle aime.
Peu après, la gardienne de l'immeuble où habitait Miyu lui dit qu'elle ne pourra rester dans l'appartement que jusqu'à la fin du mois.
Voulant demander son chemin à un ouvrier, l'homme, qui la prend pour un garçon, lui propose de travailler, ce qu'elle accepte tout de suite. Rin décide ensuite de jouer le rôle de sa mère jusqu'au retour de celle-ci. 
Après beaucoup de retouches (maquillage, faux seins, perruque…), Setsu, le manager de Miyu, réussi à la rendre jolie. La jeune fille ment sur son âge et prétend avoir 17 ans. Quelques jours plus tard, elle fait connaissance de Tora Morisaki, le fils de l'homme avec lequel est partie sa mère, qui tombe amoureux d'elle. Malheureusement pour ce dernier, Rin a jeté son dévolu sur Kyo Yukieda, « the perfect boy ».